# Marcien Towa

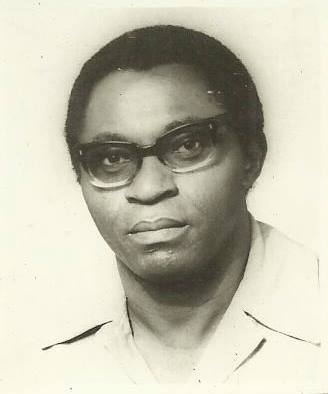
Marcien Towa 1979

Marcien Towa (* 5. Januar 1931 in Centre (Kamerun); † 2. Juli 2014 in Yaoundé) war ein kamerunischer Philosoph und Schriftsteller französischer Sprache.

## Leben und Werk
Marcien Towa besuchte das Priesterseminar in Otélé und studierte ab 1956 in Frankreich Philosophie. 1977 wurde er habilitiert und lehrte dann an der Universität Yaoundé. Er war Mitherausgeber der kamerunischen Literaturzeitschrift Abbia. Towa war einer der Schöpfer des Begriffs der Ethnophilosophie.

## Werke (Auswahl)
- Essai sur la problématique philosophique dans l'Afrique actuelle.  Éditions Clé, Yaoundé 1971.
- Léopold Sédar Senghor. Négritude ou servitude? Éditions Clé, Yaoundé 1976.
- L'Idée d'une philosophie négro-africaine. Éditions Clé, Yaoundé 1979.
- Poésie de la négritude. Approche structuraliste. Naaman, Sherbrooke 1983.
- Identité et transcendance. Harmattan, Paris 2011. (Vorwort von Joseph Ndzomo-Molé)